# Панасюк Сергій Олександрович
Сергі́й Олекса́ндрович Панасю́к (25 листопада 1981, Чернівці, СРСР — 4 квітня 2015, Київ, Україна) — український спортивний журналіст та телекоментатор.

## Життєпис
Сергій Панасюк народився у Чернівцях. Навчався у Національному університеті України «Києво-Могилянська академія». Кар'єру футбольного коментатора розпочав наприкінці 2002 року, взявши участь у конкурсі коментаторів на телеканалі СТБ, за підсумками якого його разом з Олександром Михайлюком та Владиславом Плахотнюком запросили працювати на каналі. Дебютний матч — поєдинок італійської Серії А між «Перуджою» та «Міланом» у 2003 році. На телеканалі СТБ працював з 2002 по 2007 рік.
З 2006 року був спортивним оглядачем «Газети по-київськи», окрім футбольної тематики висвітлював ще й жіночий теніс. З 2007 року працював на «Першому національному». Восени 2008 року Сергій Панасюк приєднався до колективу ТРК «Україна», працював коментатором на каналах «Футбол 1» та «Футбол 2». Спеціалізувався на італійському та українському футболі. Коментував матчі Євро-2012, Ліги Чемпіонів, Ліги Європи, відбіркові матчі збірних, поєдинки національних чемпіонатів. У 2010 році Сергій Панасюк був серед номінантів премії «Телетріумф» на звання найкращого спортивного коментатора.
Помер 4 квітня 2015 року під час гри в футбол в залі спорткомплексу Національного авіаційного інституту.

## Цікаві факти
Сергій Панасюк відзначався в побуті своєю флегматичністю. Одного разу він ледве не запізнився на матч «Таврія» — «Динамо», приїхавши до Сімферополя. Панасюк вирішив побувати на морі до початку матчу і прибіг до коментаторської кабіни за дві хвилини до стартового свистка.
Умів грати на гітарі,танцювати сальсу,а також готувати страви тайської кухні.
Грав у футбол на любительському рівні.Уболівав за ФК"Мілан".
Пам'ятний матч: «Дніпро» - «Гамбург», 1-й раунд Кубку УЄФА, 2003 рік.